# Aksjomat pary
Aksjomat pary (nieuporządkowanej) – jeden z aksjomatów teorii mnogości Zermela-Fraenkla. Stwierdza on istnienie, dla dowolnych dwóch elementów, zbioru złożonego wyłącznie z tych dwóch elementów. Został wprowadzony przez Zermela jako część aksjomatu gwarantującego istnienie trzech zbiorów elementarnych: jedynego zbioru pustego, singletonu oraz pary nieuporządkowanej.

## Postać formalna
Dla dowolnych zbiorów {\displaystyle A} i {\displaystyle B} istnieje zbiór {\displaystyle C,} którego jedynymi elementami są {\displaystyle A} i {\displaystyle B.} Formalnie:
{\displaystyle \forall A\ \forall B\ \exists C\ \forall D\ (D\in C\iff D=A\lor D=B).}
Korzystając z aksjomatu ekstensjonalności, łatwo można pokazać istnienie dokładnie jednego takiego zbioru dla dowolnych danych {\displaystyle A} i {\displaystyle B.} Zbiór ten nazywamy parą nieuporządkowaną {\displaystyle A} i {\displaystyle B} i oznaczamy {\displaystyle \{A,B\}.} Warto zaznaczyć, że jeśli {\displaystyle A=B}, to w rzeczywistości powstały zbiór jest jednoelementowy.

## Związek z innymi aksjomatami ZF
W teorii Zermela
Zakładając aksjomaty teorii Z, niektóre pary (nieuporządkowane) zbiorów możemy utworzyć bez powołania się na aksjomat pary. Jeśli ograniczymy zakres rozważanych zbiorów do elementów pewnego ustalonego z góry zbioru {\displaystyle X} i wybierzemy dwa z nich, to potrafimy stworzyć zbiór zawierający tylko te 2 wybrane elementy. Formalniej, niech {\displaystyle A}, {\displaystyle B}, {\displaystyle X} będą takie, że
{\displaystyle A,B\in X}
Wówczas do utworzenia pary z tych zbiorów nie jest potrzebny aksjomat pary. Możemy to zrobić, korzystając jedynie z aksjomatu wycinania. Mianowicie rozważmy predykat:
{\displaystyle \varphi (D)\equiv (D=A\lor D=B)}
wtedy na mocy aksjomatu wycinania istnieje zbiór {\displaystyle Y=\{D\in X:\varphi (D)\}}, który, jak łatwo sprawdzić, spełnia warunek
{\displaystyle (D\in Y)\iff (D=A\vee D=B)}
a zatem {\displaystyle Y=\{A,B\}}.
W teorii Zermela-Fraenkla
Zakładając aksjomaty teorii ZF, aksjomat pary staje twierdzeniem wynikającym z aksjomatu zastępowania, który jest silniejszą wersją aksjomatu wycinania, oraz aksjomatu zbioru potęgowego, aksjomatu zbioru pustego i aksjomatu ekstensjonalności.
Rozważmy dowolne zbiory {\displaystyle A}, {\displaystyle B} oraz formułę {\displaystyle \varphi }, w której {\displaystyle z} jest zmienną związaną, daną przez
{\displaystyle \varphi (u,v)\equiv ((u=\emptyset \wedge v=A)\vee (u=P(\emptyset )\wedge v=B)}
gdzie {\displaystyle P(\emptyset )} oznacza zbiór potęgowy zbioru pustego. Sprawdzamy, że formuła {\displaystyle \varphi } spełnia warunek
{\displaystyle \varphi (u,v)\wedge \varphi (u,w)\implies v=w}
co wynika z faktu, że {\displaystyle \emptyset \neq P(\emptyset )}. Spełnione jest zatem założenie aksjomatu zastępowania, a więc
{\displaystyle \forall a\ \exists z\ \forall v\ (v\in z\iff [(\exists u\in a):\varphi (u,v)]}
W  powyższym, ustalamy {\displaystyle a=P(P(\emptyset ))} i uzyskujemy
{\displaystyle \exists z\ \forall v\ [v\in z\iff (\ (\ \exists u\in P(P(\emptyset ))\ ):\varphi (u,v)\ )]}
Zauważmy, że {\displaystyle u\in P(P(\emptyset ))} oznacza {\displaystyle u=\emptyset \ \vee \ u=P(\emptyset )}. Zatem formuła z prawej strony spełniona jest tylko, gdy {\displaystyle u=\emptyset \ \wedge \ v=A} albo {\displaystyle u=P(\emptyset )\ \wedge \ v=B}. Stąd, uzyskujemy żądany zbiór {\displaystyle z} taki, że
{\displaystyle v\in z\iff (v=A\vee v=B)}
czyli innymi słowy {\displaystyle z=\{A,B\}}.
W powyższym dowodzie, aksjomat zbioru pustego i aksjomat zbioru potęgowego są nam potrzebne do skonstruowania dwóch różnych zbiorów, tj. {\displaystyle \emptyset } oraz {\displaystyle P(\emptyset )}, a także zbioru, który zawiera tylko te dwa zbiory, czyli {\displaystyle P(P(\emptyset ))}. Możliwa jest również konstrukcja korzystająca z aksjomatu nieskończoności. Wtedy, ze zbioru induktywnego możemy wyciąć podzbiory {\displaystyle \{\emptyset \}} i {\displaystyle \{\emptyset ,\{\emptyset \}\}}, które odpowiadają kolejno {\displaystyle P(\emptyset )} i {\displaystyle P(P(\emptyset ))}.

## Dalsze konstrukcje

### Singleton
Mając już daną parę zbiorów, możemy teraz zdefiniować zbiór złożony tylko z jednego elementu {\displaystyle A,} czyli zbiór jednoelementowy:
{\displaystyle \{A\}=\{A,A\}}
Zbiór {\displaystyle \{A\}} należy oczywiście odróżniać od zbioru {\displaystyle A}.

### Nieuporządkowana n-ka
Mając dane zbiory {\displaystyle A,} {\displaystyle B,} {\displaystyle C,} możemy zatem skonstruować zbiory {\displaystyle \{A,B\},} {\displaystyle \{C\}} i dalej wobec aksjomatu pary {\displaystyle \{\{A,B\},\{C\}\}.} Korzystając z aksjomatu sumy, otrzymamy stąd zbiór {\displaystyle \{A,B,C\}} zwany trójką nieuporządkowaną. Postępując dalej analogicznie, możemy definiować zbiory złożone z trzech, czterech itd. elementów.
Przy pomocy tej konstrukcji możemy skonstruować dowolne zbiory skończone. Istnienie zbioru nieskończonego wynika z aksjomatu nieskończoności i jest niezależne od aksjomatu pary.

### Para uporządkowana
Dzięki aksjomatowi pary, możemy także zdefiniować parę uporządkowaną zbiorów {\displaystyle A} i {\displaystyle B{:}}
{\displaystyle (A,B)=\{\{A\},\{A,B\}\}}
którą charakteryzuje istniejący na niej porządek elementów, tj. dwie pary uporządkowane {\displaystyle (A,B)} i {\displaystyle (C,D)} są sobie równe wtedy i tylko wtedy, gdy {\displaystyle A=C} i {\displaystyle B=D}.
Aksjomat pary zapewnia istnienie, a aksjomat ekstensjonalności jednoznaczność tej definicji. Jest to standardowa definicja pary uporządkowanej zaproponowana przez Kuratowskiego, chodź istnieją też inne definicje (patrz: Definicje pary uporządkowanej).